# Csandmani járás (Góbi-Altaj járás)
Csandmani járás (mongol nyelven: Чандмань сум) Mongólia Góbi-Altaj tartományának egyik járása. Területe 4700 km². Népessége kb. 2200 fő.
Székhelye Tal sand (Тал шанд), mely 190 km-re délkeletre fekszik Altaj tartományi székhelytől.